# Ceraia cornutoides
Ceraia cornutoides är en insektsart som beskrevs av Andrew Nelson Caudell 1906. Ceraia cornutoides ingår i släktet Ceraia och familjen vårtbitare. Inga underarter finns listade i Catalogue of Life.